# Black Sun
Black Sun – czwarty album niemieckiej grupy heavymetalowej Primal Fear, wydany 24 kwietnia 2002 przez Nuclear Blast.

## Lista utworów[2]
1. „Countdown to Insanity” – 1:43
2. „Black Sun” – 4:02
3. „Armageddon” – 4:05
4. „Lightyears from Home” – 4:40
5. „Revolution” – 4:02
6. „Fear” – 4:20
7. „Mind Control” – 4:58
8. „Magic Eye” – 5:16
9. „Mind Machine” – 5:37
10. „Silence” – 4:39
11. „We Go Down” – 5:53
12. „Cold Day in Hell” – 4:10
13. „Controlled” – 3:36

## Skład zespołu
- Ralf Scheepers – wokal
- Stefan Leibing – gitara
- Henny Wolter – gitara
- Mat Sinner – gitara basowa
- Klaus Sperling – perkusja